# アラニンアミノ基転移酵素
アラニンアミノ基転移酵素（アラニンアミノきてんいこうそ、Alanine transaminase, ALT, EC 2.6.1.2）は、GPT（Glutamic Pyruvic Transaminase、グルタミン酸ピルビン酸転移酵素）とも呼ばれ、ピルビン酸とグルタミン酸をアラニンとα-ケトグルタル酸に相互変換する酵素である。
人体のほとんどの組織に含まれているが、なかでも肝細胞への分布が圧倒的に多い。そのため、肝細胞の破壊（あるいは細胞膜の透過性亢進）の際には血中濃度が上昇する（逸脱酵素）。

## 臨床検査におけるALT
逸脱酵素としての性質から、血清中のALT濃度は肝障害の程度の指標として利用される。肝細胞が破壊し尽くされるとむしろ流出量は低下する。肝臓の逸脱酵素としてALTとともに知られるAST(GOT)よりも特異性が高い（肝臓以外の障害では上がりにくい）が、ASTとの比率も臨床的に意義がある。

### 基準値
単位は IU/l（国際単位/l）で示され、5-40程度が基準値となる。51以上になると精密検査が必要と判定され、医療機関への受診が強く推奨される（特に100以上の場合は早急な受診が必要である）。ただし、基準値内であれば「正常である」ということはできない。なお、基準値が検査機関や医療機関ごとに異なっていることに関し、施設間の差を無くす必要があると指摘されている。

### 異常値
正常ではALTの方が高めの数値を示していることが多い。肝炎、脂肪肝、肝硬変、肝腫瘍などの肝疾患ではAST、ALTの上昇が特徴的であり、100以上、ときに500以上を示す。なかでも、アルコール性肝炎や肝硬変、肝腫瘍ではASTの上昇が目立ち、ウイルス性肝炎や脂肪肝ではALTの上昇が目立つとされている。しかし、非アルコール性脂肪性肝疾患(NAFLD/NASH)では、有意な上昇を経ずに肝臓ガンを発症していることもある。一方、30U/L超は異常と判断すべきであると米国肝臓学会のNAFLD/NASHガイドラインで指摘されている。